# Trichodrilus pauper
Trichodrilus pauper is een ringworm uit de familie van de Lumbriculidae. De wetenschappelijke naam van de soort is voor het eerst geldig gepubliceerd in 1973 door Finogenova.